# Submarino
Submarino è un film del 2010 diretto da Thomas Vinterberg, con Jakob Cedergren e Peter Plaugborg. Basato sull'omonimo romanzo del 2007 di Jonas T. Bengtsson, il film racconta di due fratelli nei bassifondi della società danese, con vite marcate dalla violenza e dalla droga.

## Trama
Due fratelli,Nick e Peter,vivono un'infanzia segnata dalla madre alcolista e totalmente assente,e dalla morte, causata dalla loro negligenza e dallo stato di abbandono in cui versano,di un fratellino ancora in fasce.
Da adulti,gli strascichi della loro infanzia difficile si fanno sentire.
Il maggiore,Nick,è alcolista,è reduce dell'abbandono della donna della sua vita dopo essere finito in prigione, 
ed è spesso freddo e violento. 
Il fratello minore, Peter, è dipendente dall'eroina, è rimasto vedovo, ha un figlio piccolo a carico e versa in seri problemi economici.
Dopo anni,i due fratelli si rivedono in seguito alla morte improvvisa della loro madre.
Nick,decide di lasciare l'eredità per intero a suo fratello Peter e a suo figlio Martin.
La somma è una manna dal cielo per Peter, la situazione per lui sembra rimettersi in carreggiata ma a un certo punto decide di investire buona parte della somma nella droga e di mettersi a spacciare in proprio.
Nel frattempo Nick, dopo una serata alcolica con una sua vicina e compagna di letto e un vecchio amico di nome Ivan, viene accusato ingiustamente di aver strangolato la donna e viene arrestato.
In seguito anche Peter, viene incastrato da una spia e arrestato per spaccio.
I due fratelli si ritrovano nello stesso carcere, e si incontrano nell'ora d'aria per caso.
Peter, segnato dall'accaduto, confessa a Nick che non reggerà a lungo in carcere, infatti dopo qualche giorno si toglie la vita. 
Saputo questo Nick decide di dire la verità alla polizia in merito all'omicidio di cui è accusato ingiustamente, cioè che stato il suo amico Ivan a compierlo a seguito di un raptus causato da turbe di natura sessuale che lo affliggono,e viene liberato.
Nick incontra il piccolo Martin al funerale di suo padre, i due siedono uno a fianco all'altro e mentre Nick comincia a realizzare che non rivedrà più suo fratello e sembra quasi mostrare per la prima volta il suo lato più umano, dice a Martin che presto gli dirà il motivo per cui porta questo nome. 
Un flashback, rievocato dal suono dell'organo che sia alza nella chiesa, rimanda all'inizio della storia, quando i due fratelli Nick e Peter, ancora ragazzini, decidono di battezzare in casa il loro terzo fratellino col nome Martin, scegliendo a caso dall'elenco telefonico.